# Linea 2 (metropolitana di Panama)
| Unknown route-map component "uhKHSTa" |

| Unknown route-map component "uhHST" |

| Unknown route-map component "uhHST" |

| Unknown route-map component "uhHST" |

| Unknown route-map component "uhHST" |

| Unknown route-map component "uhHST" |

| Unknown route-map component "uhHST" |

| Unknown route-map component "uhHST" |

| Unknown route-map component "uhHST" |

| Unknown route-map component "uhHST" |

| Unknown route-map component "uhHST" |

| Unknown route-map component "uhHST" |

| Unknown route-map component "uhHST" |

| Unknown route-map component "uhHST" |

| Unknown route-map component "uhHST" |

| Unknown route-map component "uhKINTe" |

La linea 2 è la seconda linea della rete metropolitana di Panama, ha una lunghezza di 21 km e 16 stazioni. Si collega con la linea 1 alla stazione di San Miguelito. È stato inaugurata il 25 aprile 2019. Il suo colore distintivo è il verde.
Una diramazione della linea 2 collegherà la stazione di Itse e l'aeroporto di Tocumen alla stazione di Corredor Sur.
Si prevede che la diramazione della linea 2 che collega l'Air Terminal dell'Aeroporto Internazionale di Tocumen sarà operativa nel 2023.

## Storia
Il Consorzio Linea 2, un conglomerato internazionale formato dalle società Fomento de Construcciones y Contratas (FCC), della Spagna, Odebrecht, del Brasile, e Alstom, della Francia, ha vinto una gara per costruire la seconda linea della metropolitana di Panama – una delle più grandi opere infrastrutturali in America Centrale – e ha sconfitto altri concorrenti provenienti da Messico, Cina. Spagna e Perù.
La limitata capacità di crescita del sistema stradale esistente, dovuta alla configurazione stretta e allungata dell'Area Metropolitana, ha determinato che è stato proposto di servire i corridoi principali del trasporto pubblico con tecnologie di trasporto di massa con un proprio diritto di passaggio senza incidere o con la minima incidenza possibile sulla capacità stradale disponibile.
In questo contesto, il settore orientale della città di Panama (da Cincuentenario Avenue al distretto di Chepo), che ospitava circa 500 mila abitanti nel 2010, presenta condizioni di mobilità molto precarie, soprattutto nei periodi di punta, con lunghe distanze su una rete stradale con capacità e connettività carenti. Il tempo medio di percorrenza con i mezzi pubblici da questi settori al centro città nel periodo di punta è vicino ai 90 minuti, raggiungendo anche più di due ore.
Dalla costruzione della linea 2 della metropolitana di Panama nel 2015, con un investimento di 1.857 milioni di dollari, il suo costo è aumentato di circa il 7,7% in relazione a miglioramenti, cambiamenti e adeguamenti nella conversione della valuta.
Venerdì 18 gennaio, cinque stazioni della linea 2 della metropolitana di Panama sono entrate in funzione parzialmente e temporaneamente, giorni prima che il paese ospitasse la Giornata Mondiale della Gioventù (GMG). Le stazioni che erano operative sono le seguenti: Corridoio Sud, Cinquantenario, Pedregal, San Antonio e San Miguelito. Le porte di queste stazioni sono state aperte dalle 5:00 del mattino.
Infine, il presidente di Panama, Juan Carlos Varela, ha inaugurato giovedì la seconda linea della metropolitana del paese, lunga 21 km, e ha annunciato che la terza linea della metropolitana sarebbe stata appaltata all'inizio del maggio seguente.
"Ecco la linea 2 della metropolitana costruita con trasparenza, onestà e, soprattutto, con molta efficienza. (La nuova linea) restituirà diverse ore di vita alle famiglie panamensi per riposare e stare insieme", ha detto il presidente.
La linea 2 della metropolitana, che ha 16 fermate e il cui costo ha superato i 2.000 milioni di dollari, collega in circa 35 minuti i quartieri orientali di Nuevo Tocumen e 24 de Diciembre con il quartiere nord di San Miguelito, dove si collega con la linea 1, in funzione dal 2014.
Panama è l'unico paese dell'America Centrale che ha una metropolitana ed entrambe le linee sono state costruite dal consorzio formato dalla brasiliana Odebrecht e dalla spagnola FCC Construcciones.
"Siamo stati in grado di sviluppare un progetto in una città in continuo cambiamento e viva, in cui ogni panamense sviluppa quotidianamente la propria attività. Siamo stati in grado di combinare lo sviluppo di questa infrastruttura chiave per il paese, come abbiamo fatto anche nella linea 1 della metropolitana, e migliorare la vita quotidiana dei cittadini ", ha dichiarato la società spagnola FCC Construcciones a EFE.

## Espansione futura
Una linea secondaria è attualmente in costruzione e include il collegamento della linea 2 della metropolitana all'aeroporto internazionale di Tocumen per incorporare il terminal nel sistema di trasporto di massa della città. I lavori includono la costruzione di una stazione che servirebbe l'Istituto Nazionale di Formazione Professionale e Formazione per lo Sviluppo Umano (Inadeh) e gli studenti e gli insegnanti dell'Istituto Tecnico Superiore di Panama Est.
Si prevede inoltre di estendere la linea 2, in una fase successiva, fino all'Università tecnologica, in via Ricardo J. Alfaro, con un percorso approssimativo di 3,6 km. Prolungamento che dovrebbe estendersi lungo i viali Ricardo J. Alfaro e Federico Boyd, fino alle vicinanze della Cinta Costera, con trasferimento alla linea 1 alla stazione Iglesia del Carmen. Una seconda tappa di questa linea si estenderà per 2 km fino al settore Felipillo.